# Spilophorella aberrans
Spilophorella aberrans är en rundmaskart som beskrevs av Timm 1961. Spilophorella aberrans ingår i släktet Spilophorella och familjen Chromadoridae. Inga underarter finns listade i Catalogue of Life.